# Alytes
Alytes – rodzaj płazów bezogonowych z rodziny ropuszkowatych (Alytidae).

## Zasięg występowania
Rodzaj obejmuje gatunki występujące w Europie, z wyjątkiem jej północnej i wschodniej części, oraz w północno-zachodniej Afryce.

## Systematyka

### Etymologia
- Alytes: gr. αλυτος alutos „ciągły, mocny”[7].
- Obstetricans: łac. obstetrix, obstetricis „położna, akuszerka”[8]. Gatunek typowy: Bufo obstetricans Laurenti, 1768.
- Ammoryctis: gr. αμμος ammos „piasek”; ορυσσω orussō „kopać”[4]. Gatunek typowy: Alytes cisternasii Boscá, 1879.
- Baleaphryne: łac. Balearicus „Baleary”, od gr. Βαλιαρεις Baliareis „Baleary”; φρυνη phrunē, φρυνης phrunēs „ropucha”[5]. Gatunek typowy: Baleaphryne muletensis Sanchíz & Adrover, 1977.

### Podział systematyczny
Do rodzaju należą następujące gatunki:
- Alytes almogavarii Arntzen & García-París, 1995
- Alytes cisternasii Boscá, 1879 – pętówka iberyjska
- Alytes dickhilleni Arntzen & García-París, 1995
- Alytes maurus Pasteur & Bons, 1962
- Alytes muletensis (Sanchíz & Adrover, 1979) – pętówka balearska[9]
- Alytes obstetricans (Laurenti, 1768) – pętówka babienica